# Чайка Юрій Вікторович
Юрій Вікторович Ча́йка (27 серпня 1943, Новиково — 5 березня 2016, Дніпро) — український театральний режисер; заслужений діяч мистецтв УРСР (1981), народний артист Української РСР (1989). Член Національної спілки театральних діячів України.

## Життєпис
Народився 27 серпня 1943 року в селі Новиковому (тепер Томська область, Росія). 1974 року закінчив Київський інститут театрального мистецтва. Працював режисером Одеського театру опери та балету. З 1977 року — режисер, з 1979 року — головний режисер Дніпропетровського театру опери та балету. Член КПРС з 1979 року.
Помер в місті Дніпрі 5 березня 2016 року.

## Вистави
- «Брати Ульянови» Ю. Мейтуса;
- «Катерина» М. Аркаса;
- «Борис Годунов» М. Мусоргського;
- «Аїда» Джузеппе Верді.